# (467020) 2016 CG150
(467020) 2016 CG150 es un asteroide perteneciente al cinturón de asteroides, descubierto el 21 de abril de 2006 por el equipo Spacewatch desde el Observatorio Nacional de Kitt Peak (Arizona, Estados Unidos).